# ホタルカズラ
ホタルカズラ（蛍葛、学名：Lithospermum zollingeri A.DC.）は、ムラサキ科ムラサキ属に分類される多年草の1種。和名は、草むらの中に点々とつける花の色をホタルの光にたとえたことに由来する。別名が、ホタルソウ、ホタルカラクサ、ルリソウ。

## 特徴
茎は細く直立し、高さ15-20 cm。開花後に根基から横に這う長い無花枝を出し、先端から根を出して新しい株を作る。全体に開出した粗い毛がある。葉は狭長楕円形、長さ2-6 cm、幅6-20 mm、濃緑色、冬にも枯れないで残り、表面に基部が盤状に堅くなった鋼毛がある。茎の上部の葉の付け根に青紫色の鮮やかな花をつける。花冠は直径15-18 mm、裂片には白い5本の稜がある。開花時期は4-5月。分果（堅果）は、白色で平滑。

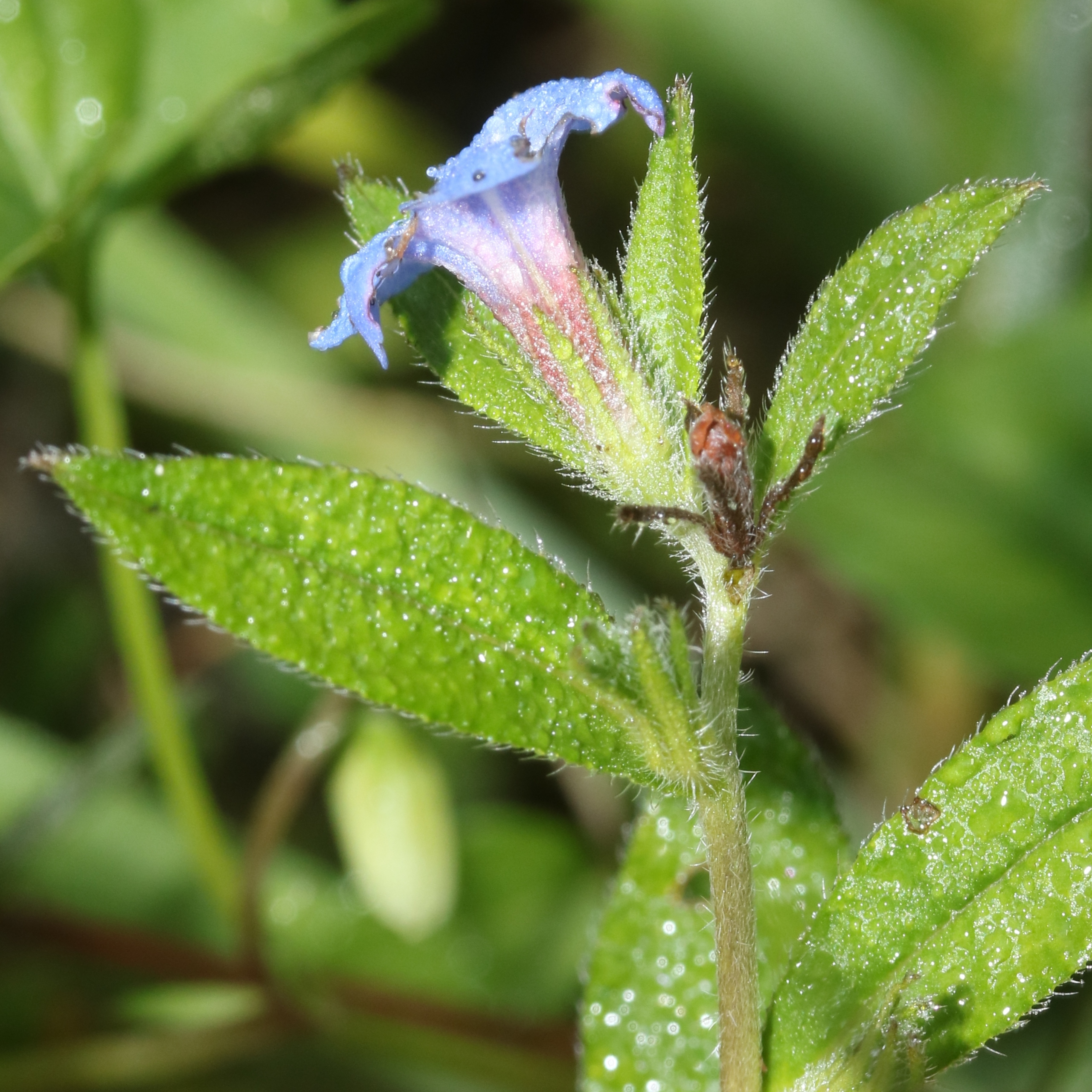
全体に開出した粗い毛があり、葉は狭長楕円形
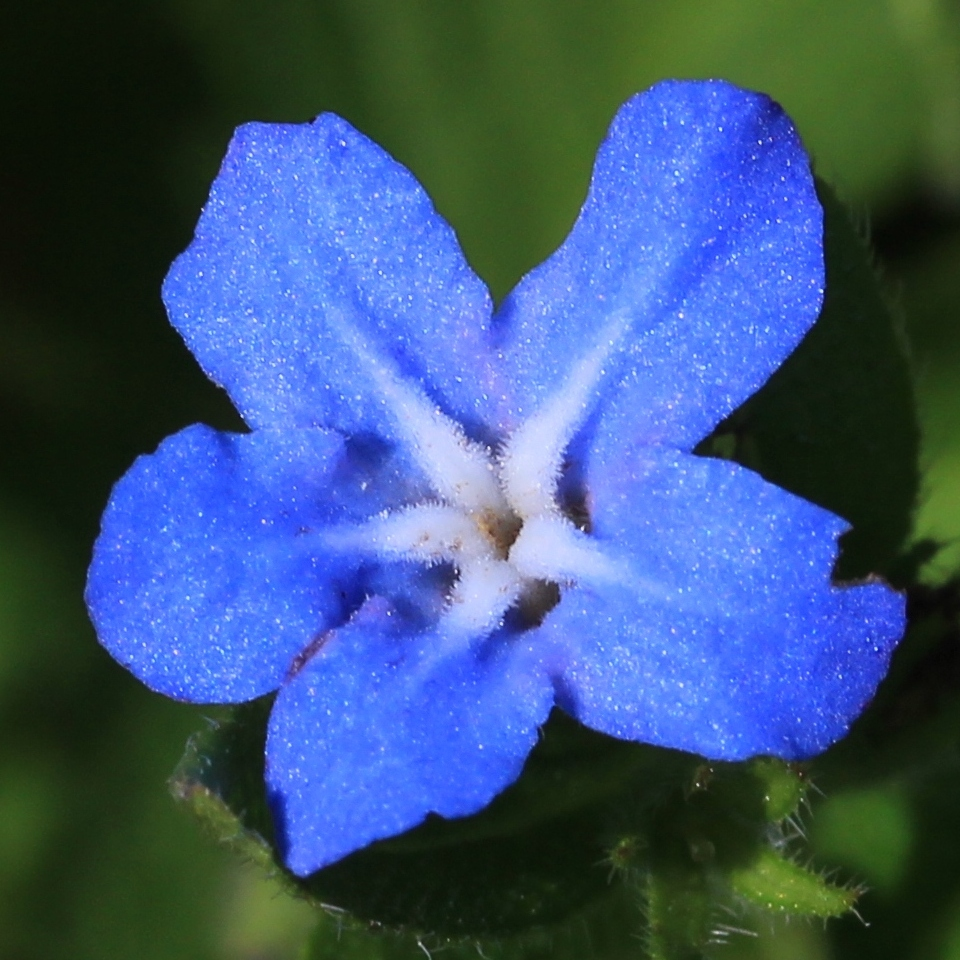
花は鮮やかな青紫色、裂片には白い5本の稜がある
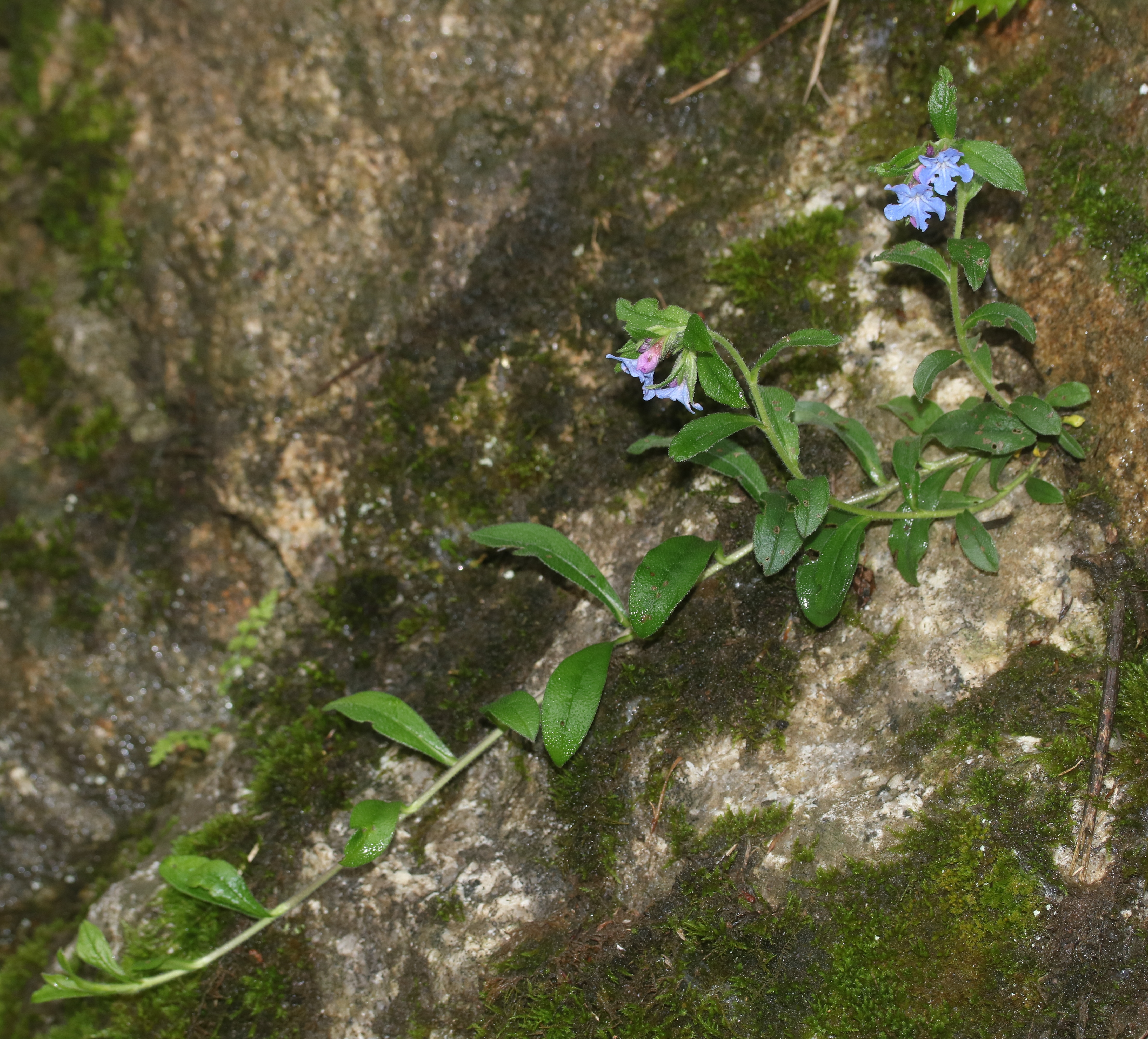
根基から横に這う長い無花枝を出し、先端から根を出して新しい株を作る

## 分布と生育環境

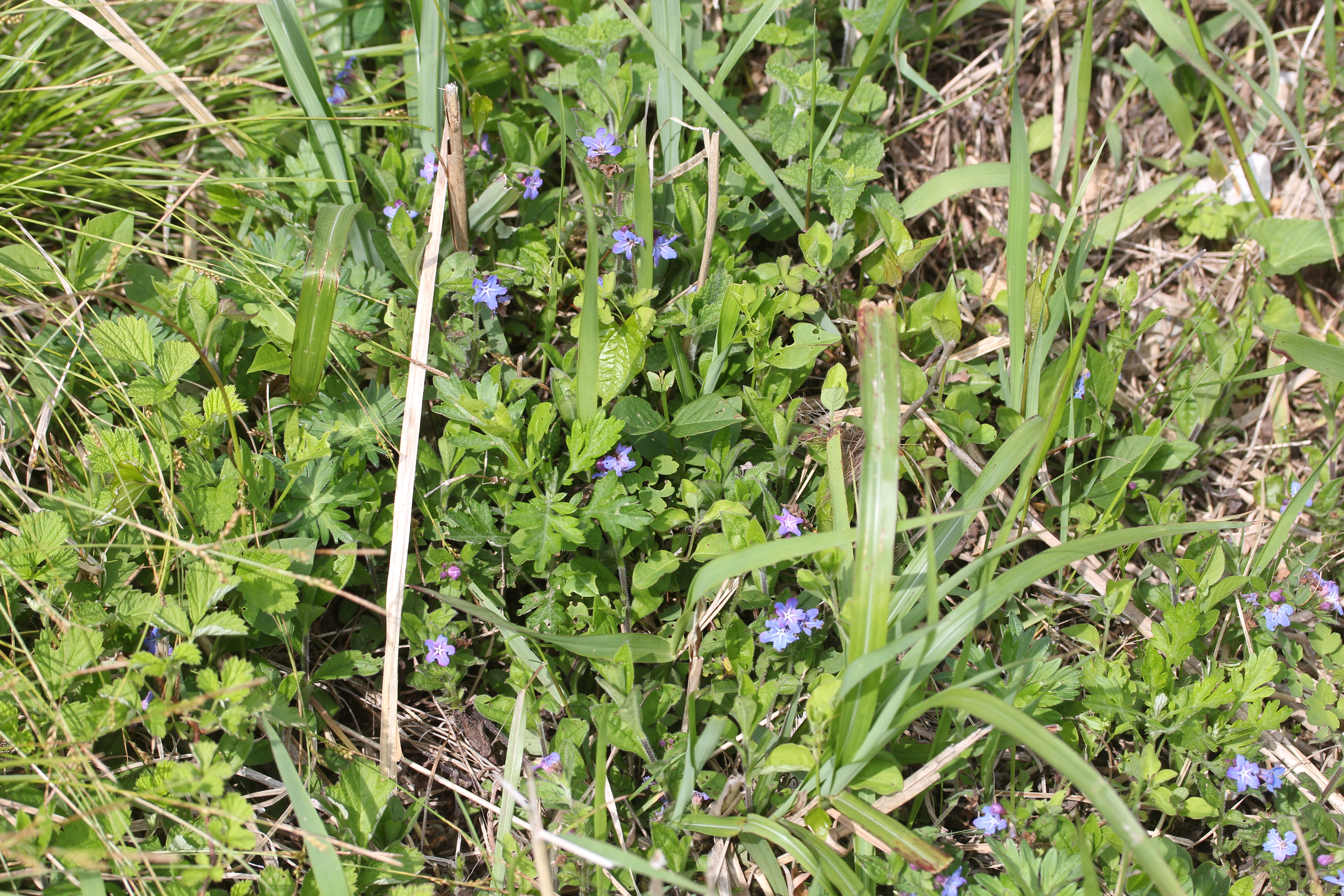
山地の日当たりの良い草地に生育するホタルカズラ

中国、台湾、朝鮮半島から日本にかけて分布する。
日本では、北海道、本州、伊豆諸島、四国、九州、喜界島、沖縄に分布する。花の百名山の生藤山を代表する花のひとつとされている。
山地や野原の日当たりの良い乾燥地や林中の半日陰の草地に生育する。

## 種の保全状況評価
日本では以下の多数の都道府県で、レッドリストの指定を受けている。
- 絶滅 - 佐賀県[11]
- 絶滅危惧IA類（CR） - 東京都伊豆諸島[8]、宮崎県[12]
- 絶滅危惧IB類（EN） - 愛知県[13][14]、大分県[15]
- 絶滅危惧II類（VU） - 群馬県[16]、埼玉県[17]、東京都北多摩、南多摩、西多摩[8]、新潟県[18]、石川県[19]、三重県[20]、鳥取県[21]、高知県[22]、熊本県[23]、長崎県[24]
- 絶滅危惧種 - 京都府[25]
- 準絶滅危惧（NT） - 富山県[26]、岐阜県[27]、島根県[28]
- 情報不足 - 鹿児島県